# Laimbach (Weilmünster)
Laimbach ist ein Ortsteil des Marktfleckens Weilmünster im mittelhessischen Landkreis Limburg-Weilburg.

## Geografie
Der Ort liegt in einem Seitental der Weil im östlichen Hintertaunus, umgeben von Wald. Er ist der nördlichste Ortsteil der Gemeinde und befindet sich zwischen den Ortschaften Bermbach im Norden und Ernsthausen im Süden. Höchster Punkt bei Laimbach ist der Hollandskopf mit 339 Metern (über NN).

## Geschichte

### Ortsgeschichte
Die schriftliche Ersterwähnung erfolgte, soweit bekannt, im Jahr 1299. Ein Dietrich von Leynbach bezeugte damals eine Schenkungsurkunde. Der Lehnsherr von Laimbach wechselte mehrmals, im 14. und 15. Jahrhundert war beispielsweise das Hochstift Worms Besitzer des Dorfes. Im Ort und der Umgebung wurde von den Bewohnern Eisenerz gefördert und zu Eisen verhüttet; so bestanden im Spätmittelalter mehrere Eisenerzbergwerke. Urkundlich wird dies im Jahr 1565 durch Graf Albrecht von Nassau-Weilburg und Saarbrücken bestätigt. Spätestens ab 1771 hatte Laimbach einen eigenen Schultheiß und ab 1852 einen Bürgermeister.
Nach der Machtergreifung Hitlers am 30. Januar 1933 fanden in Laimbach am 12. März die letzten freien Bürgermeisterwahlen im Ort statt. Es gewann Julius Stroh (SPD), dessen Wahl für gültig erklärt wurde. Anfang April 1933 wurde er von SA-Truppen gewaltsam abgesetzt und August Löw als neuer Bürgermeister eingesetzt.
Hessische Gebietsreform (1970–1977)
Im Zuge der Gebietsreform in Hessen unterzeichneten am 7. Dezember 1970 der Bürgermeister Erwin Rosenauer und der 1. Beigeordnete Kurt Heil von Laimbach den Grenzänderungsvertrag, dem zufolge fusionierten zum 31. Dezember 1970 der bisherige Marktflecken Weilmünster im Oberlahnkreis mit den bis dahin selbstständigen Gemeinden Aulenhausen, Dietenhausen, Ernsthausen, Laimbach, Langenbach, Laubuseschbach, Lützendorf, Möttau, Rohnstadt und Wolfenhausen freiwillig zur neuen Großgemeinde Weilmünster. Essershausen kam am 31. Dezember 1971 hinzu. Für alle zwölf ehemals eigenständigen Gemeinden wurden Ortsbezirke gebildet.

### Verwaltungsgeschichte im Überblick
Die folgende Liste zeigt die Staaten und Verwaltungseinheiten, denen Laimbach angehört(e):
- vor 1806 Heiliges Römisches Reich, Grafschaft/Fürstentum Nassau-Weilburg, Amt Weilburg
- ab 1806: Herzogtum Nassau,[Anm. 2] Amt Weilburg
- ab 1849: Herzogtum Nassau, Kreisamt Hadamar[Anm. 3]
- ab 1854: Herzogtum Nassau, Amt Weilburg
- ab 1867: Königreich Preußen,[Anm. 4] Provinz Hessen-Nassau, Regierungsbezirk Wiesbaden, Oberlahnkreis[Anm. 5]
- ab 1871: Deutsches Reich, Königreich Preußen, Provinz Hessen-Nassau, Regierungsbezirk Wiesbaden, Oberlahnkreis
- ab 1918: Deutsches Reich (Weimarer Republik), Freistaat Preußen, Provinz Hessen-Nassau, Regierungsbezirk Wiesbaden, Oberlahnkreis
- ab 1944: Deutsches Reich, Freistaat Preußen, Provinz Nassau, Oberlahnkreis
- ab 1945: Amerikanische Besatzungszone,[Anm. 6] Groß-Hessen, Regierungsbezirk Wiesbaden, Oberlahnkreis
- ab 1946: Amerikanische Besatzungszone, Hessen, Regierungsbezirk Wiesbaden, Oberlahnkreis
- ab 1949: Bundesrepublik Deutschland, Hessen, Regierungsbezirk Wiesbaden, Oberlahnkreis
- ab 1968: Bundesrepublik Deutschland, Hessen, Regierungsbezirk Darmstadt, Oberlahnkreis
- ab 1971: Bundesrepublik Deutschland, Hessen, Regierungsbezirk Darmstadt, Oberlahnkreis, Gemeinde Weilmünster[Anm. 7]
- ab 1974: Bundesrepublik Deutschland, Hessen, Regierungsbezirk Darmstadt, Landkreis Limburg-Weilburg, Gemeinde Weilmünster
- ab 1981: Bundesrepublik Deutschland, Hessen, Regierungsbezirk Gießen, Landkreis Limburg-Weilburg, Gemeinde Weilmünster

## Bevölkerung

### Einwohnerstruktur 2011
Nach den Erhebungen des Zensus 2011 lebten am Stichtag dem 9. Mai 2011 in Laimbach 255 Einwohner. Darunter waren 9 (3,5 %) Ausländer. Nach dem Lebensalter waren 51 Einwohner unter 18 Jahren, 96 zwischen 18 und 49, 69 zwischen 50 und 64 und 36 Einwohner waren älter. Die Einwohner lebten in 114 Haushalten. Davon waren 30 Singlehaushalte, 27 Paare ohne Kinder und 42 Paare mit Kindern, sowie 9 Alleinerziehende und 6 Wohngemeinschaften. In 21 Haushalten lebten ausschließlich Senioren und in 75 Haushaltungen lebten keine Senioren.

### Einwohnerentwicklung
| • 1630: | 8 Haushaltungen |

| Laimbach: Einwohnerzahlen von 1825 bis 2020 | Laimbach: Einwohnerzahlen von 1825 bis 2020 | Laimbach: Einwohnerzahlen von 1825 bis 2020 | Laimbach: Einwohnerzahlen von 1825 bis 2020 | Laimbach: Einwohnerzahlen von 1825 bis 2020 |
| --- | ------------------------------------------- | ------------------------------------------- | ------------------------------------------- | ------------------------------------------- |
| Jahr |                                             |                                             |                                             | Einwohner                                   |
| 1825 | 1825                                        |                                             | 98                                          | 98                                          |
| 1834 | 1834                                        |                                             | 112                                         | 112                                         |
| 1840 | 1840                                        |                                             | 132                                         | 132                                         |
| 1846 | 1846                                        |                                             | 136                                         | 136                                         |
| 1852 | 1852                                        |                                             | 143                                         | 143                                         |
| 1858 | 1858                                        |                                             | 156                                         | 156                                         |
| 1864 | 1864                                        |                                             | 176                                         | 176                                         |
| 1871 | 1871                                        |                                             | 185                                         | 185                                         |
| 1875 | 1875                                        |                                             | 162                                         | 162                                         |
| 1885 | 1885                                        |                                             | 166                                         | 166                                         |
| 1895 | 1895                                        |                                             | 181                                         | 181                                         |
| 1905 | 1905                                        |                                             | 187                                         | 187                                         |
| 1910 | 1910                                        |                                             | 153                                         | 153                                         |
| 1925 | 1925                                        |                                             | 180                                         | 180                                         |
| 1939 | 1939                                        |                                             | 194                                         | 194                                         |
| 1946 | 1946                                        |                                             | 293                                         | 293                                         |
| 1950 | 1950                                        |                                             | 277                                         | 277                                         |
| 1956 | 1956                                        |                                             | 238                                         | 238                                         |
| 1967 | 1967                                        |                                             | 243                                         | 243                                         |
| 1970 | 1970                                        |                                             | 230                                         | 230                                         |
| 1987 | 1987                                        |                                             | 227                                         | 227                                         |
| 1993 | 1993                                        |                                             | 307                                         | 307                                         |
| 1996 | 1996                                        |                                             | 323                                         | 323                                         |
| 2001 | 2001                                        |                                             | 316                                         | 316                                         |
| 2005 | 2005                                        |                                             | 289                                         | 289                                         |
| 2010 | 2010                                        |                                             | 254                                         | 254                                         |
| 2011 | 2011                                        |                                             | 255                                         | 255                                         |
| 2015 | 2015                                        |                                             | 236                                         | 236                                         |
| 2020 | 2020                                        |                                             | 233                                         | 233                                         |
| Datenquelle: Historisches Gemeindeverzeichnis für Hessen: Die Bevölkerung der Gemeinden 1834 bis 1967. Wiesbaden: Hessisches Statistisches Landesamt, 1968. Weitere Quellen: ; Zensus 2011 |                                             |                                             |                                             |                                             |

### Historische Religionszugehörigkeit
| • 1885: | 166 evangelische (= 100,00 %) Einwohner                            |
| • 1961: | 187 evangelische (= 82,02 %), 33 katholische (= 14,47 %) Einwohner |

## Politik
Für Laimbach besteht ein Ortsbezirk (Gebiete der ehemaligen Gemeinde Laimbach) mit Ortsbeirat und Ortsvorsteher nach der Hessischen Gemeindeordnung.
Der Ortsbeirat besteht aus fünf Mitgliedern. Bei den Kommunalwahlen in Hessen 2021 betrug die Wahlbeteiligung zum Ortsbeirat 60,43 %. Dabei wurden gewählt: drei Mitglieder der SPD und zwei Mitglieder der CDU. Der Ortsbeirat wählte Klaus Gelbert (SPD) zum Ortsvorsteher.

## Kultur und Sehenswürdigkeiten

### Bauwerke
Für die Kulturdenkmäler des Ortes siehe die Liste der Kulturdenkmäler in Laimbach.

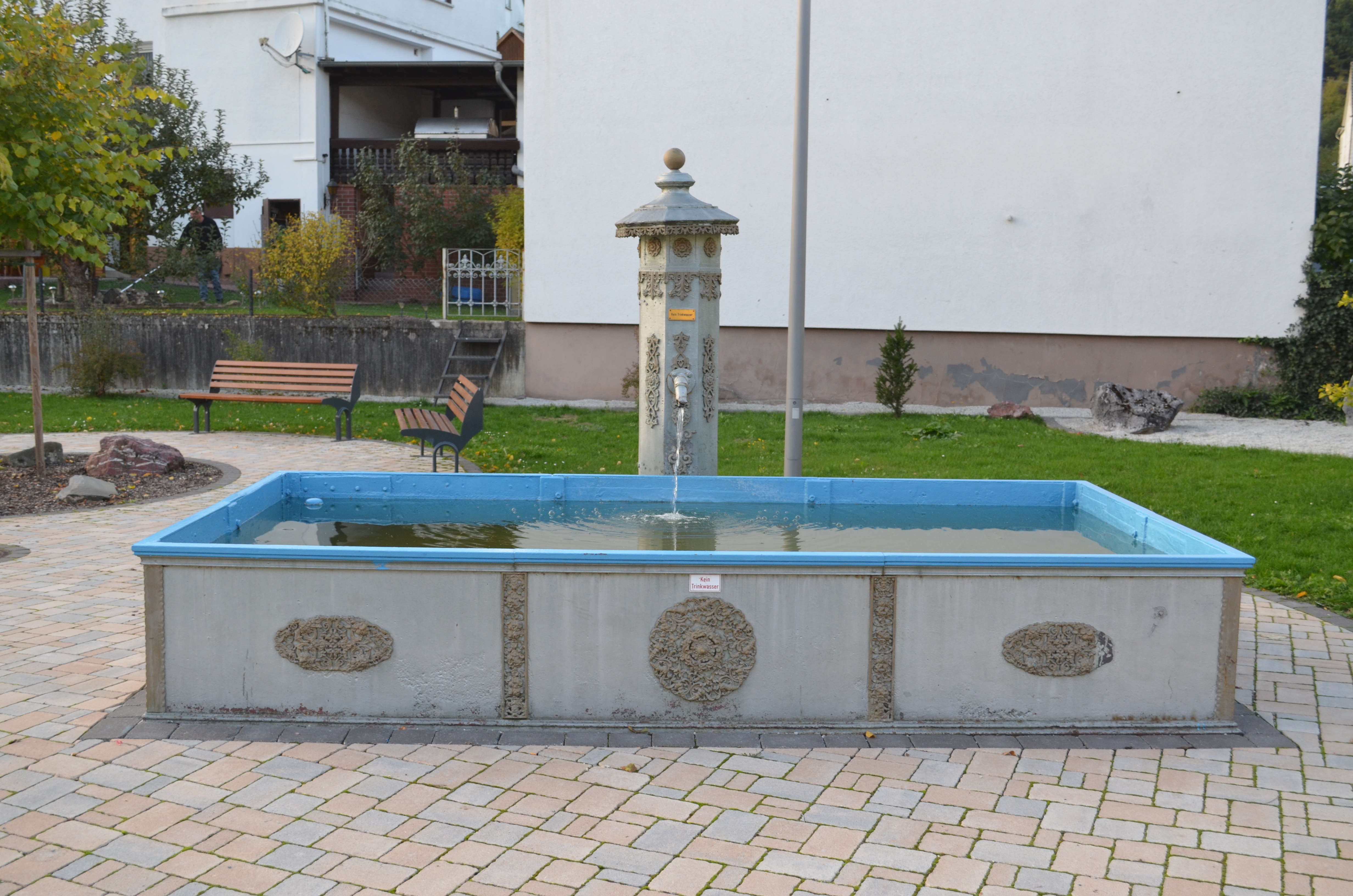
Typischer gusseiserner Brunnen im Taunus
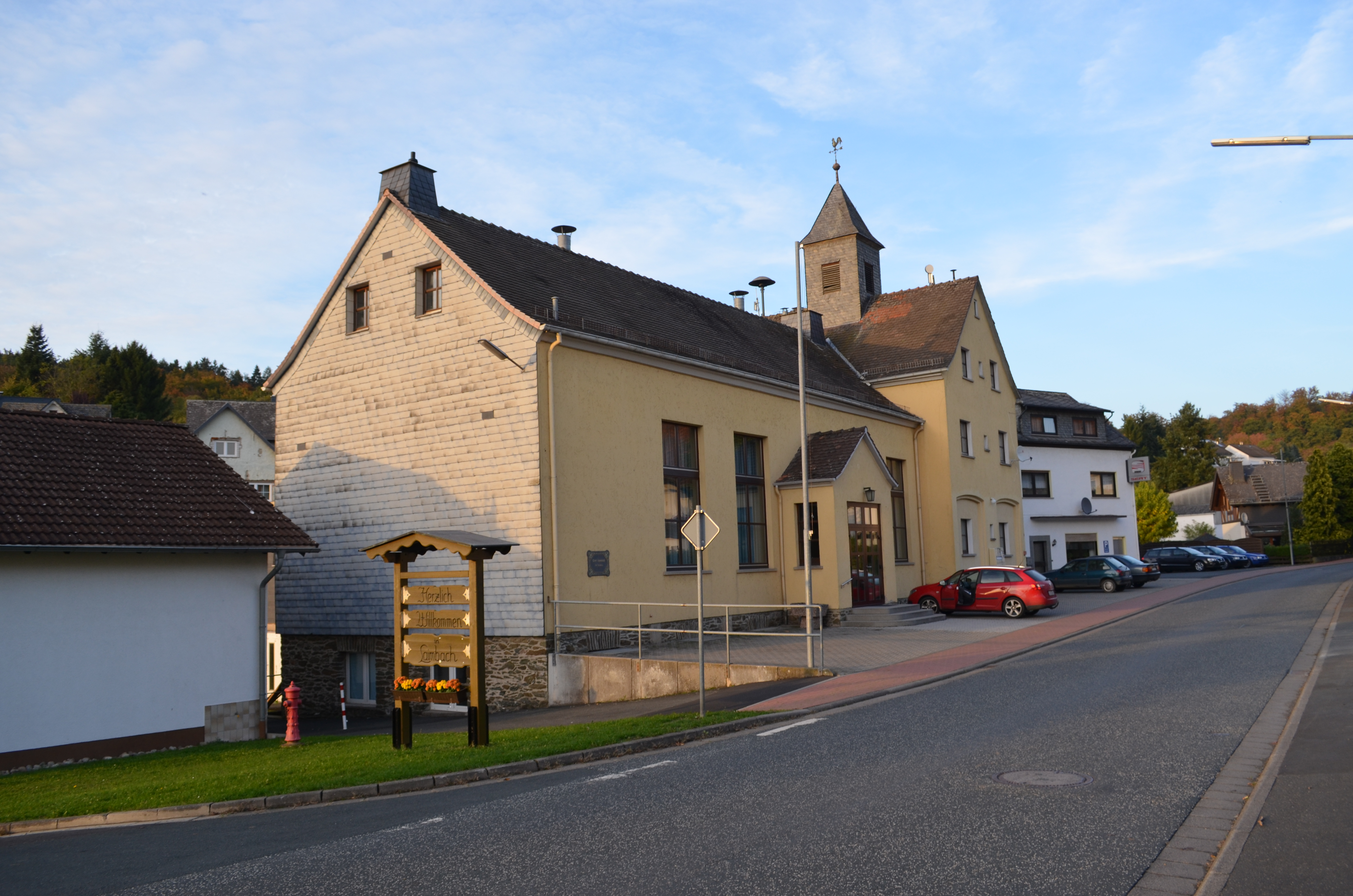
Gemeindehaus
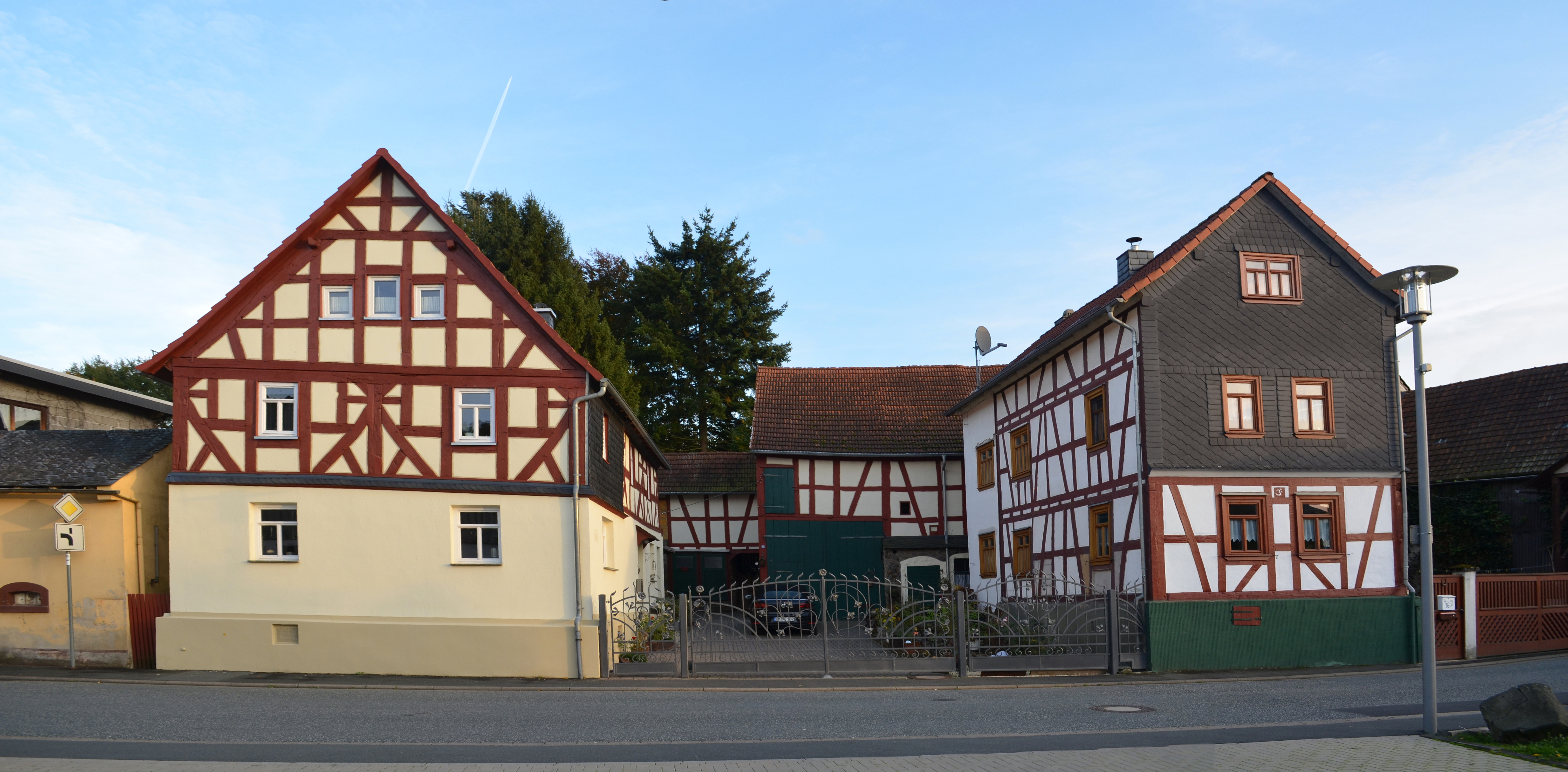
Grauensteinstraße 18
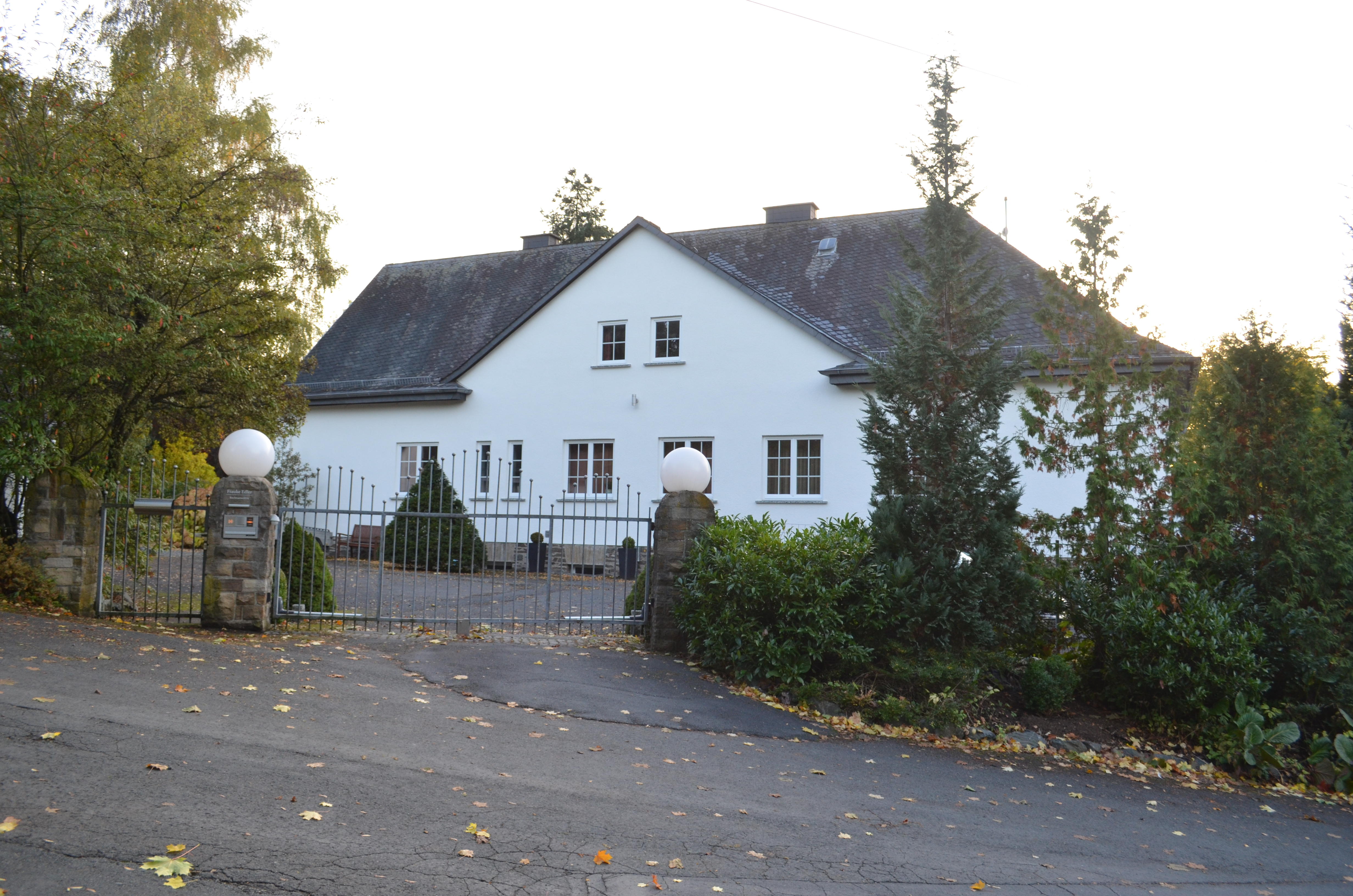
Alte Volksschule

### Vereine
- Freiwillige Feuerwehr Laimbach e. V., gegründet 1934 (seit 1. Juli 1988 mit Jugendfeuerwehr)
- Fußballclub Laimbach
- Gesangverein „Liederglocke“ e. V. Laimbach

## Infrastruktur
Einrichtungen:
- Die Freiwillige Feuerwehr Laimbach, gegründet 1934 (seit 1. Juli 1988 mit Jugendfeuerwehr) sorgt für den abwehrenden Brandschutz. Die Jugendfeuerwehr wurde 2017 abgeschafft. Wegen zu wenigen Mitgliedern wurde die Wiedereröffnung einer Jugendfeuerwehr im Jahr 2020 verweigert.

Freizeitmöglichkeiten:
- Dorfgemeinschaftshaus mit Jugendraum in der Grauensteinstraße
- Sportplatz
- Kinderspielplatz
- Wanderwege